# گمینا میووسواو
گمینا میووسواو (به لهستانی:  Gmina Miłosław) یک گمینا در لهستان است که در شهرستان وژشنگا واقع شده‌است. گمینا میووسواو ۱۳۲٫۲۶ کیلومتر مربع مساحت و ۱۰٬۲۶۶ نفر جمعیت دارد.